# Frankrig ved sommer-OL 2012

## Medaljer

### Guldmedaljer
| Sport             | Disciplin                 | Atlet(er) | Præstation          | Dato            |
| Guldmedaljer : 11 |                           | |                     |                 |
| Atletik           | Stangspring               | Renaud Lavillenie | 5,97 m (OR)         | 10. august 2012 |
| Håndbold          | Herrernes turnering       | Luc Abalo William Accambray Xavier Barachet Didier Dinart Jérôme Fernandez Bertrand Gille Guillaume Gille Michaël Guigou Samuel Honrubia Guillaume Joli Nikola Karabatic Daouda Karaboué Daniel Narcisse Thierry Omeyer Cédric Sorhaindo | 22-21 (10-8, 12-13) | 12. august 2012 |
| Judo              | Under 70 kg kvinder       | Lucie Décosse | waza-ari og 2 yuko  | 1. august 2012  |
| Judo              | Over 100 kg mænd          | Teddy Riner | waza-ari            | 3. august 2012  |
| Kano-kajak        | C1 mænd (slalom)          | Tony Estanguet | 97 s 06             | 31. juli 2012   |
| Kano-kajak        | K1 kvinder (slalom)       | Émilie Fer | 105 s 90            | 2. august 2012  |
| Mountainbike      | Kvindernes Cross-country  | Julie Bresset | 1 t 30 min 52 s     | 11. august 2012 |
| Svømning          | 400 m fri kvinder         | Camille Muffat | 4 min 1 s 45 (OR)   | 29. juli 2012   |
| Svømning          | 4 x 100 m fri stafet mænd | Amaury Leveaux Fabien Gilot Clément Lefert Yannick Agnel Alain Bernard Jérémy Stravius | 3 min 9 s 93        | 29. juli 2012   |
| Svømning          | 200 m fri mænd            | Yannick Agnel | 1 min 43 s 14       | 30. juli 2012   |
| Svømning          | 50 m fri mænd             | Florent Manaudou | 21 s 34             | 3. august 2012  |

### Sølvmedaljer
| Sport             | Disciplin                  | Atlet(er) | Præstation                         | Dato            |
| Sølvmedaljer : 11 |                            | |                                    |                 |
| Atletik           | 3.000 m Forhindringsløb    | Mahiedine Mekhissi-Benabbad | 8 min 19 s 08                      | 5. august 2012  |
| Basketball        | Kvindernes turnering       | Clémence Beikes Jennifer Digbeu Céline Dumerc Élodie Godin Émilie Gomis Sandrine Gruda Marion Laborde Edwige Lawson-Wade Florence Lepron Nwal-Endéné Miyem Emmeline Ndongue Isabelle Yacoubou-Dehoui | 50-86 (15-20, 10-17, 12-26, 13-23) | 11. august      |
| Banecykling       | Mændenes holdsprint        | Grégory Baugé Michaël D'Almeida Kévin Sireau | 43 s 013 (62,771 km/h)             | 2. august 2012  |
| Banecykling       | Mændenes omnium            | Bryan Coquard | 29 points                          | 5. august 2012  |
| Banecykling       | Mændenes sprint            | Grégory Baugé | 0-2                                | 6. august 2012  |
| Roning            | Toer uden styrmand kvinder | Germain Chardin Dorian Mortelette | 6 min 21 s 11                      | 3. august 2012  |
| Skydning          | Luftpistol 10 m kvinder    | Céline Goberville | 486.6                              | 29. juli 2012   |
| Svømning          | 200 m fri kvinder          | Camille Muffat | 1 min 55 s 58                      | 31. juli 2012   |
| Svømning          | 4 × 200 m fristil mænd     | Amaury Leveaux Grégory Mallet Clément Lefert Yannick Agnel Jérémy Stravius | 7 min 2 s 77                       | 31. juli 2012   |
| Taekwondo         | Over 67 kg kvinder         | Anne-Caroline Graffe | 7-9                                | 11. august 2012 |
| Tennis            | Herredouble                | Jo-Wilfried Tsonga Mickael Llodra | 6-4, 7-6                           | 4. august 2012  |

### Bronzemedaljer
| Sport               | Disciplin                          | Atlet(er)                                                                                            | Præstation                                    | Dato           |
| Bronzemedaljer : 12 |                                    | |                                               |                |
| Brydning            | Græsk-romersk brydning under 66 kg | Steeve Guénot                                                                                        | 3-0 (4-0, 1-0)                                | 7. august 2012 |
| Gymnastik           | Barre                              | Hamilton Sabot                                                                                       | 15,566                                        | 7. august 2012 |
| Judo                | Under 52 kg kvinder                | Priscilla Gneto                                                                                      | ippon (golden result)                         | 29. juli 2012  |
| Judo                | Under 57 kg kvinder                | Automne Pavia                                                                                        | yuko                                          | 30. juli 2012  |
| Judo                | Under 73 kg mænd                   | Ugo Legrand                                                                                          | waza-ari (golden result)                      | 30. juli 2012  |
| Judo                | Under 63 kg kvinder                | Gévrise Émane                                                                                        | dommerne bestemte at det var et golden result | 31. juli 2012  |
| Judo                | Under 78 kg kvinder                | Audrey Tcheuméo                                                                                      | ippon                                         | 2. august 2012 |
| Sejlsport           | Finnjolle                          | Jonathan Lobert                                                                                      | 49 points                                     | 5. august 2012 |
| Skydning            | Trap                               | Julien Benneteau Delphine Reau-Racinet                                                               | 7-6, 6-2                                      | 4. august 2012 |
| Svømning            | 4x200 m fri kvinder                | Camille Muffat Charlotte Bonnet Ophélie-Cyrielle Étienne Coralie Balmy Margaux Farrell Mylène Lazare | 7 min 44 s 49                                 | 1. august 2012 |
| Brydning            | Græsk-romersk brydning under 66 kg | Steeve Guénot                                                                                        | 3-0 (4-0, 1-0)                                | 7. august 2012 |
| Taekwondo           | Under 57 kg kvinder                | Marlène Harnois                                                                                      | 12-8                                          | 9. august 2012 |
| Tennis              | Herredouble                        | Julien Benneteau Richard Gasquet                                                                     | 7-6, 6-2                                      | 4. august 2012 |

## Atletik
| Atlet                                                                                              | Disciplin               | Resultat                |
| -------------------------------------------------------------------------------------------------- | ----------------------- | ----------------------- |
| Jamale Aarrass                                                                                     | 1.500 m                 | 12. plads i indledende  |
| Dimitri Bascou                                                                                     | 110 m hæk               | 6. plads i semifinale   |
| Pierre-Ambroise Bosse                                                                              | 800 m                   | 4. plads i semifinale   |
| Florian Carvalho                                                                                   | 1.500 m                 | 13. plads i seminfinale |
| Garfield Darien                                                                                    | 110 m hæk               | 6. plads i seminfinale  |
| Yohann Diniz                                                                                       | 50 km kapgang           | Diskvalificeret         |
| Ladji Doucouré                                                                                     | 110 m hæk               | 8. plads i semifinale   |
| Hassan Hirt                                                                                        | 5.000 m                 | 11. plads i indledende  |
| Cédric Houssaye                                                                                    | 50 km kapgang           | 31. plads i finale      |
| Abraham Kiprotich                                                                                  | Marathon                |                         |
| Yoann Kowal                                                                                        | 1.500 m                 | 8. plads i semifinale   |
| Christophe Lemaitre                                                                                | 200 m                   | 6. plads i finale       |
| Abdellatif Meftah                                                                                  | Marathon                |                         |
| Mahiedine Mekhissi-Benabbad                                                                        | 3.000 m forhindringsløb |                         |
| Bertrand Moulinet                                                                                  | 20 km kapgang           | 8. plads i finalen      |
| Bertrand Moulinet                                                                                  | 50 km kapgang           | 12. plads i finalen     |
| Patrick Tambwe                                                                                     | Marathon                |                         |
| Jimmy Vicaut                                                                                       | 100 m                   | 6. plads i seminfinale  |
| Vincent Zouaoui-Dandrieux                                                                          | 3.000 m forhindringsløb | 8. plads i indledende   |
| Ben Bassaw Emmanuel Biron Christophe Lemaitre Pierre-Alexis Pessonneaux Ronald Pognon Jimmy Vicaut | Stafet 4 × 100 m        | 4. plads i finalen      |

| Atlet             | Disciplin    | Resultat               |
| ----------------- | ------------ | ---------------------- |
| Quentin Bigot     | Hammerkast   | 24. plads i indledende |
| Jérôme Bortoluzzi | Hammerkast   | 14. plads i indledende |
| Nicolas Figère    | Hammerkast   | 32. plads i indledende |
| Benjamin Compaoré | Trespring    | 6. plads i finalen     |
| Mickaël Hanany    | Højdespring  | 14. plads i finalen    |
| Renaud Lavillenie | Stangspring  |                        |
| Romain Mesnil     | Stangspring  | 9. plads i finalen     |
| Salim Sdiri       | Længdespring | 23. plads i indledende |

| Atlet       | Disciplin | Resultat  |
| ----------- | --------- | --------- |
| Kévin Mayer |           | 15. plads |

| Atlet                                                                                           | Disciplin        | Resultat                     |
| ----------------------------------------------------------------------------------------------- | ---------------- | ---------------------------- |
| Véronique Mang                                                                                  | 100 m            | 6. plads i kvartfinale       |
| Reina-Flor Okori                                                                                | 100 m hæk        | Diskvalificeret i semifinale |
| Myriam Soumaré                                                                                  | 100 m            | 5. plads i semifinale        |
| Myriam Soumaré                                                                                  | 200 m            | 6. plads i finalen           |
| Nelly Banco Johanna Danois Ayodele Ikuesan Lina Jacques-Sébastien Véronique Mang Myriam Soumaré | Stafet 4 × 100 m | Diskvalificeret i indledende |
| Phara Anacharsis Elea Mariama Diarra Marie Gayot Floria Guei Lenora Guion-Firmin Muriel Hurtis  | Stafet 4 × 400 m | 6. plads i finalen           |

| Atlet                | Disciplin    | Resultat               |
| -------------------- | ------------ | ---------------------- |
| Vanessa Boslak       | Stangspring  | 9. plads i finalen     |
| Stéphanie Falzon     | Hammerkast   | 9. plads i finalen     |
| Éloyse Lesueur       | Længdespring | 8. plads i finalen     |
| Marion Lotout        | Stangspring  | 33. plads i indledende |
| Mélanie Melfort      | Højdespring  | 9. plads i finalen     |
| Mélina Robert-Michon | Diskoskast   | 6. plads i finalen     |

| Atlet                  | Disciplin | Resultat |
| ---------------------- | --------- | -------- |
| Marisa De Aniceto      | 20. plads |          |
| Antoinette Nana Djimou | 5. plads  |          |

## Badminton
| Atlet          | Konkurrence | Resultat                   |
| -------------- | ----------- | -------------------------- |
| Brice Leverdez | Herresingle | 2. plads i indledende      |
| Hongyan Pi     | Damesingle  | Tabte i ottendedels finale |

## Basketball

### Mændenes turnering
| Position                     | Spillere                                                                                          |
| ---------------------------- | ------------------------------------------------------------------------------------------------- |
| Point guards                 | Tony Parker                                                                                       |
| Shooting guards-Fløjspillere | Fabien Causeur, Yannick Bokolo, Yakhouba Diawara, Nando de Colo, Nicolas Slogum, Mickaël Gelabale |
| Small-forwards               | Florent Piétrus, Boris Diaw, Ali Traoré, Kévin Séraphin, Ronny Turiaf                             |

| Kamp        | Dato      | Hold 1   | Hold 2    | Resultat |
| ----------- | --------- | -------- | --------- | -------- |
| Kamp 1      | 29. juli  | USA      | Frankrig  | 98-71    |
| Kamp 2      | 31. juli  | Frankrig | Argentina | 71-64    |
| Kamp 3      | 2. august | Frankrig | Litauen   | 82-74    |
| Kamp 4      | 4. august | Tunesien | Frankrig  | 69-73    |
| Kamp 5      | 6. august | Frankrig | Nigeria   | 79-73    |
| Kvartfinale | 8. august | Frankrig | Spanien   | 59-66    |

### Kvindernes turnering
Holdet:
| Position                       | Spiller                                                                                     |
| ------------------------------ | ------------------------------------------------------------------------------------------- |
| Point guards                   | Céline Dumerc, Edwige Lawson-Wade, Florence Lepron                                          |
| Shooting guards-Small Forwards | Marion Laborde, Émilie Gomis, Jennifer Digbeu, Clémence Beikes                              |
| Centers                        | Nwal-Endéné Miyem, Isabelle Yacoubou-Dehoui, Élodie Godin, Sandrine Gruda, Emmeline Ndongue |

| Kamp        | Dato       | Hold 1    | Hold 2         | Resultat |
| ----------- | ---------- | --------- | -------------- | -------- |
| Kamp 1      | 28. juli   | Brasilien | Frankrig       | 58-73    |
| Kamp 2      | 30. juli   | Frankrig  | Australien     | 74-70    |
| Kamp 3      | 1. august  | Canada    | Frankrig       | 60-64    |
| Kamp 4      | 3. august  | Frankrig  | Storbritannien | 80-77    |
| Kamp 5      | 5. august  | Frankrig  | Rusland        | 65-54    |
| Kvartfinale | 7. august  | Frankrig  | Tjekkiet       | 71-68    |
| Semifinale  | 9. august  | Rusland   | Frankrig       | 64-81    |
| Finale      | 11. august | USA       | Frankrig       | 86-50    |

## Boksning
Kun fem franske boksere opnåede at kvalificere sig til OL i London 2012.
| Atlet           | Konkurrence             | Resultat                |
| --------------- | ----------------------- | ----------------------- |
| Jérémy Beccu    | Let-fluevægt (-49 kg)   | Tabte i 16. dels finale |
| Nordine Oubaali | Fluevægt (-52 kg)       | Tabte i kvartfinale     |
| Rachid Azzedine | Letvægt (-60 kg)        | Tabte i 16. dels finale |
| Alexis Vastine  | Weltervægt (-69 kg)     | Tabte i kvartfinale     |
| Tony Yoka       | Super-sværvægt (+91 kg) | Tabte i 16. dels finale |

## Bordtennis
Frankrig er ikke repræsenteret i holdturneringen.

| Atlet           | Disciplin | Resultat       |
| --------------- | --------- | -------------- |
| Adrien Mattenet | Single    | Tabte i 3. tur |

| Atlet       | Disciplin | Resultat       |
| ----------- | --------- | -------------- |
| Xian Yifang | Single    | Tabte i 3. tur |
| Li Xue      | Single    | Tabte i 3. tur |

## Brydning
Seks brydere repræsenterer Frankrig ved denne olympiade, heraf en kvinde.
| Klasse                 | Atlet             | Resultat                  |
| ---------------------- | ----------------- | ------------------------- |
| Græsk-romersk brydning |                   |                           |
| -60 kg                 | Tarik Belmadani   | Tabte i kvartfinale       |
| -66 kg                 | Steeve Guénot     |                           |
| -74 kg                 | Christophe Guénot | Tabte i semifinale        |
| -84 kg                 | Mélonin Noumonvi  | Tabte i semifinale        |
| Fristil                |                   |                           |
| -60 kg                 | Didier Païs       | Tabte i ottendedelsfinale |

| Klasse  | Atlet          | Resultat                  |
| ------- | -------------- | ------------------------- |
| Fristil |                |                           |
| -72 kg  | Cynthia Vescan | Tabte i ottendedelsfinale |

## Bueskydning
| Atlet                                          | Disciplin  | Resultat            |
| ---------------------------------------------- | ---------- | ------------------- |
| Thomas Faucheron                               | Individuel | Tabte i 2. tur      |
| Romain Girouille                               | Individuel | Tabte i 1. tur      |
| Gaël Prévost                                   | Individuel | Tabte i 3. tur      |
| Thomas Faucheron Romain Girouille Gaël Prévost | For hold   | Tabte i kvartfinale |

| Atlet           | Disciplin  | Resultat            |
| --------------- | ---------- | ------------------- |
| Bérengère Schuh | Individuel | Tabte i kvartfinale |

## Cykling

### Landevejscykling
Fire ryttere har kvalificeret sig for Frankrig i landevejscykling.
| Atlet            | Konkurrence               | Resultat         |
| ---------------- | ------------------------- | ---------------- |
| Mickaël Bourgain | Mændenes landevejscykling | Stillede ikke op |
| Sylvain Chavanel | Mændenes landevejscykling | 20. plads        |
| Sylvain Chavanel | Mændenes enkeltstart      | 29. plads        |
| Arnaud Demare    | Mændenes landevejscykling | 30. plads        |
| Tony Gallopin    | Mændenes landevejscykling | 86. plads        |

| Atlet                  | Konkurrence                 | Resultat  |
| ---------------------- | --------------------------- | --------- |
| Aude Biannic           | Kvindernes landevejscykling | 10. plads |
| Audrey Cordon          | Kvindernes landevejscykling | 51. plads |
| Audrey Cordon          | Kvindernes enkeltstart      | 15. plads |
| Pauline Ferrand-Prévot | Kvindernes landevejscykling | 8. plads  |

### Banecykling
| Atlet                                        | Konkurrence                    | Resultat                |
| -------------------------------------------- | ------------------------------ | ----------------------- |
| Grégory Baugé                                | Mændenes individuelle sprint   |                         |
| Grégory Baugé Michaël D'Almeida Kévin Sireau | Mændenes holdsprint            |                         |
| Virginie Cueff                               | Kvindernes individuelle sprint | Tabte i 16. dels finale |
| Sandie Clair Virginie Cueff                  | Kvindernes holdsprint          | Tabte i kvartfinale     |

| Atlet            | Konkurrence    | Resultat |
| ---------------- | -------------- | -------- |
| Mickaël Bourgain | Keirin mænd    | 8. plads |
| Clara Sanchez    | Keirin kvinder | 4. plads |

| Atlet         | Konkurrence    | Resultat  |
| ------------- | -------------- | --------- |
| Bryan Coquard | Omnium mænd    |           |
| Clara Sanchez | Omnium kvinder | 14. plads |

### Mountainbike
| Atlet                  | Konkurrence                        | Resultat  |
| ---------------------- | ---------------------------------- | --------- |
| Julien Absalon         | Cross-country mountainbike mænd    |           |
| Jean-Christophe Péraud | Cross-country mountainbike mænd    |           |
| Stéphane Tempier       | Cross-country mountainbike mænd    |           |
| Julie Bresset          | Cross-country mountainbike kvinder |           |
| Pauline Ferrand-Prévot | Cross-country mountainbike kvinder | 26. plads |

### BMX
| Atlet                 | Konkurrence | Resultat               |
| --------------------- | ----------- | ---------------------- |
| Quentin Caleyron      | BMX mænd    | 6. plads i seminfinale |
| Joris Daudet          | BMX mænd    | 6. plads i semifinale  |
| Moana Moo-Caille      | BMX mænd    | 4. plads i kvartfinale |
| Laëtitia Le Corguillé | BMX kvinder | 4. plads i finale      |
| Magalie Pottier       | BMX kvinder | 7. plads i finale      |

## Fodbold

### Mændenes turnering
Frankrig deltager ikke i mændenes fodboldturnering ved OL.

### Kvindernes turnering
| Position         | Spiller                                                                                               |
| ---------------- | --- |
| Træner           | Bruno Bini                                                                                            |
| Målmænd          | Céline Deville, Sarah Bouhaddi                                                                        |
| Forsvarere       | Wendie Renard, Laura Georges, Ophélie Meilleroux, Corine Franco, Sonia Bompastor, Sabrina Viguier     |
| Midtbanespillere | Laure Boulleau, Sandrine Soubeyrand (A), Camille Abily, Camille Catala, Louisa Nécib, Élise Bussaglia |
| Angribere        | Eugénie Le Sommer, Marie-Laure Delie, Élodie Thomis, Gaëtane Thiney                                   |

| Kamp        | Dato      | Hold 1   | Hold 2    | Resultat |
| ----------- | --------- | -------- | --------- | -------- |
| Kamp 1      | 25. juli  | USA      | Frankrig  | 4-2      |
| Kamp 2      | 28. juli  | Frankrig | Nordkorea | 5-0      |
| Kamp 3      | 31. juli  | Frankrig | Colombia  | 1-0      |
| Kvartfinale | 3. august | Sverige  | Frankrig  | 1-2      |
| Semifinale  | 6. august | Japan    | Frankrig  | 2-1      |
| 3. plads    | 9. august | Canada   | Frankrig  | 1-0      |

## Fægtning
| Atlet                                       | Konkurrence        | Resultat                  |
| ------------------------------------------- | ------------------ | ------------------------- |
| Yannick Borel                               | Kårde individuel   | Tabte i kvartfinale       |
| Gauthier Grumier                            | Kårde individuel   | Tabte i 16. dels finale   |
| Erwann Le Péchoux                           | Fleuret individuel | Tabte i ottendedelsfinale |
| Enzo Lefort                                 | Fleuret individuel | Tabte i 16. dels finale   |
| Victor Sintès                               | Fleuret individuel | Tabte i ottendedelsfinale |
| Erwann Le Péchoux Enzo Lefort Victor Sintès | Fleuret for hold   | 8. plads i finale         |
| Boladé Apithy                               | Sabel individuel   | Tabte i 16. dels finale   |

| Atlet                                          | Konkurrence        | Resultat                  |
| ---------------------------------------------- | ------------------ | ------------------------- |
| Laura Flessel-Colovic                          | Kårde individuel   | Tabte i ottendedelsfinale |
| Astrid Guyart                                  | Fleuret individuel | Tabte i ottendedelsfinale |
| Corinne Maitrejean                             | Fleuret individuel | Tabte i ottendedelsfinale |
| Ysaora Thibus                                  | Fleuret individuel | Tabte i ottendedelsfinale |
| Astrid Guyart Corinne Maitrejean Ysaora Thibus | Fleuret for hold   | 4. plads i finale         |
| Léonore Perrus                                 | Sabel individuel   | Tabte i 16. dels finale   |

## Gymnastik

### Redskabsgymnastik
| Atlet                                                                       | Konkurrence | Resultat           |
| --------------------------------------------------------------------------- | ----------- | ------------------ |
| Pierre-Yves Beny                                                            | Individuel  |                    |
| Yann Cucherat                                                               | Individuel  |                    |
| Gaël da Silva                                                               | Individuel  |                    |
| Hamilton Sabot                                                              | Barre       |                    |
| Cyril Tommasone                                                             | Individuel  | 16. plads i finale |
| Cyril Tommasone                                                             | Bensving    | 5. plads i finale  |
| Pierre-Yves Beny Yann Cucherat Gaël da Silva Hamilton Sabot Cyril Tommasone | For hold    | 8. plads i finalen |

| Atlet                                                                        | Konkurrence | Resultat            |
| ---------------------------------------------------------------------------- | ----------- | ------------------- |
| Mira Boumejmajen                                                             | Individuel  |                     |
| Youna Dufournet                                                              | Individuel  |                     |
| Anne Kuhm                                                                    | Individuel  |                     |
| Aurélie Malaussena                                                           | Individuel  | 23. plads i finalen |
| Sophia Serseri                                                               | Individuel  |                     |
| Mira Boumejmajen Youna Dufournet Anne Kuhm Aurélie Malaussena Sophia Serseri | For hold    |                     |

### Rytmisk gymnastik
| Atlet           | Konkurrence | Resultat               |
| --------------- | ----------- | ---------------------- |
| Delphine Ledoux | Individuel  | 13. plads i indledende |

### Trampolin
| Atlet           | Konkurrence | Resultat           |
| --------------- | ----------- | ------------------ |
| Grégoire Pennes | Mænd        | 7. plads i finalen |

## Hockey
Ingen franske hockey hold kvalificerede sig til de olympiske lege.

## Håndbold

### Mændenes turnering
| Position      | Spillere                                                                              |
| ------------- | ------------------------------------------------------------------------------------- |
| Målmænd       | Thierry Omeyer, Daouda Karaboué                                                       |
| Backs         | Xavier Barachet, Jérôme Fernandez, Daniel Narcisse, Nikola Karabatic, Guillaume Gille |
| Fløjspillere  | Luc Abalo, Michaël Guigou, Guillaume Joli, Samuel Honrubia                            |
| Stregspillere | Bertrand Gille, Cédric Sorhaindo                                                      |
| Forsvarere    | Didier Dinart                                                                         |

| Kamp        | Dato       | Hold 1    | Hold 2         | Resultat |
| ----------- | ---------- | --------- | -------------- | -------- |
| Kamp 1      | 29. juli   | Frankrig  | Storbritannien | 44-15    |
| Kamp 2      | 31. juli   | Argentina | Frankrig       | 20-32    |
| Kamp 3      | 2. august  | Frankrig  | Tunesien       | 25-19    |
| Kamp 4      | 4. august  | Island    | Frankrig       | 30-29    |
| Kamp 5      | 6. august  | Frankrig  | Sverige        | 29-26    |
| Kvartfinale | 8. august  | Frankrig  | Spanien        | 23 – 22  |
| Semifinale  | 10. august | Frankrig  | Kroatien       | 25 – 22  |
| Finale      | 12. august | Sverige   | Frankrig       | 21 – 22  |

### Dame turnering
| Position       | Spillere                                                                                               |
| -------------- | --- |
| Målmænd        | Cléopâtre Darleux, Amandine Leynaud                                                                    |
| Backs          | Camille Ayglon, Sophie Herbrecht, Alexandra Lacrabère, Claudine Mendy, Allison Pineau, Mariama Signate |
| Small Forwards | Paule Baudouin, Blandine Dancette, Siraba Dembele, Audrey Deroin, Raphaëlle Tervel                     |
| Stregspillere  | Nina Kanto                                                                                             |

| Kamp        | Dato      | Hold 1     | Hold 2   | Resultat |
| ----------- | --------- | ---------- | -------- | -------- |
| Kamp 1      | 28. juli  | Norge      | Frankrig | 23-24    |
| Kamp 2      | 30. juli  | Frankrig   | Spanien  | 18-18    |
| Kamp 3      | 1. august | Frankrig   | Sverige  | 29-17    |
| Kamp 4      | 3. august | Sydkorea   | Frankrig | 21-24    |
| Kamp 5      | 6. august | Danmark    | Frankrig | 24-30    |
| Kvartfinale | 7. august | Montenegro | Frankrig | 23-22    |

## Judo
Franske judoudøvere har kvalificeret sig indenfor alle discipliner
| Atlet          | Konkurrence  | Resultat                  |
| -------------- | ------------ | ------------------------- |
| Sofiane Milous | Under 60 kg  | Tabte i semifinalen       |
| David Larose   | Under 66 kg  | Tabte i ottendedelsfinale |
| Ugo Legrand    | Under 73 kg  |                           |
| Alain Schmitt  | Under 81 kg  | Tabte i ottendedelsfinale |
| Romain Buffet  | Under 90 kg  | Tabte i 16. delsfinale    |
| Thierry Fabre  | Under 100 kg | Tabte i ottendedelsfinale |
| Teddy Riner    | Over 100 kg  |                           |

| Atlet                | Konkurrence | Resultat                  |
| -------------------- | ----------- | ------------------------- |
| Laëtitia Payet       | Under 48 kg | Tabte i ottendedelsfinale |
| Priscilla Gneto      | Under 52 kg |                           |
| Automne Pavia        | Under 57 kg |                           |
| Gévrise Emane        | Under 63 kg |                           |
| Lucie Décosse        | Under 70 kg |                           |
| Audrey Tcheuméo      | Under 78 kg |                           |
| Anne-Sophie Mondière | Over 78 kg  | Tabte i 16. delsfinale    |

## Kano-kajak

### Kano og kajak bane
Frankrig har kvalificeret sig til følgende discipliner:
| Atlet       | Konkurrence                   | Resultat           |
| ----------- | ----------------------------- | ------------------ |
| K1 - 200 m  | Maxime Beaumont               | 4. plads i finalen |
| K1 - 1000 m | Cyrille Carré                 | 4. plads i finalen |
| C1 - 200 m  | Mathieu Goubel                | 7. plads i finalen |
| C1 - 1000 m | Mathieu Goubel                | 5. plads i finalen |
| K2 - 200 m  | Arnaud Hybois Sébastien Jouve | 4. plads i finalen |

| Atlet      | Konkurrence                                             | Resultat           |
| ---------- | ------------------------------------------------------- | ------------------ |
| K4 - 500 m | Marie Delattre Sarah Guyot Gabrielle Tuleu Joanne Mayer | 8. plads i finalen |

### Kano og kajak Slalom
Frankrig har kvalificeret sig til alle discipliner i slalom:
| Atlet      | Konkurrence                    | Resultat           |
| ---------- | ------------------------------ | ------------------ |
| K1 mænd    | Étienne Daille                 | 7. plads i finalen |
| C1 mænd    | Tony Estanguet                 |                    |
| C2 mænd    | Gauthier Klauss Matthieu Peche | 4. plads i finalen |
| K1 kvinder | Émilie Fer                     |                    |

## Moderne femkamp
Tre atleter repræsenterer Frankrig i denne disciplin.
| Disciplin              | Atlet             | Resultat  |
| ---------------------- | ----------------- | --------- |
| Disciplin individuelle | Christopher Patte | 17. plads |

| Disciplin              | Atlet          | Resultat |
| ---------------------- | -------------- | -------- |
| Disciplin individuelle | Amélie Cazé    |          |
| Disciplin individuelle | Élodie Clouvel |          |

## Ridning
Bortset fra holdkonkurrencen, har Fankrig deltagere ved alle ridediscipliner.

### Concours complet
| Rytter                                                                     | Hest               | Disciplin  | Resultat         |
| -------------------------------------------------------------------------- | ------------------ | ---------- | ---------------- |
| Lionel Guyon                                                               | Nemetis de Lalou   | Individuel | 24. plads        |
| Aurélien Khan                                                              | Cadiz              | Individuel | 45. plads        |
| Denis Mesples                                                              | Oregon de la Vigne | Individuel | 50. plads        |
| Donatien Schauly                                                           | Ocarina du Chanois | Individuel | Stillede ikke op |
| Nicolas Touzaint                                                           | Hildago de l'Île   | Individuel | 17. plads        |
| Lionel Guyon Aurélien Khan Denis Mesples Donatien Schauly Nicolas Touzaint |                    | For hold   | 8. plads         |

### Dressur
| Atlet          | Hest          | Konkurrence | Resultat  |
| -------------- | ------------- | ----------- | --------- |
| Jessica Michel | Riwera de Hus | Individuel  | 31. plads |

### Springning
| Atlet                                                          | Hest            | Konkurrence | Resultat  |
| -------------------------------------------------------------- | --------------- | ----------- | --------- |
| Simon Delestre                                                 | Napoli du Ry    | Individuel  | 19. plads |
| Olivier Guillon                                                | Lord de Theize  | Individuel  | 12. plads |
| Pénélope Leprevost                                             | Mylord Carthago | Individuel  | 47. plads |
| Kevin Staut                                                    | Silvana         | Individuel  | 34. plads |
| Patrice Delaveau Simon Delestre Pénélope Leprevost Kevin Staut |                 | For hold    | 12. plads |

## Roning
| Atlet                                                                 | Konkurrence             | Resultat           |
| --------------------------------------------------------------------- | ----------------------- | ------------------ |
| Germain Chardin Dorian Mortelette                                     | Toer uden styrmand      |                    |
| Julien Bahain Cédric Berrest                                          | Dobbeltsculler          | 4. plads i finalen |
| Jérémie Azou Stany Delayre                                            | Letvægts dobbeltsculler | 4. plads i finalen |
| Matthieu Androdias Benjamin Chabanet Adrien Hardy Pierre-Jean Peltier | Dobbeltfirer            | 4. plads i finalen |
| Thomas Baroukh Fabrice Moreau Nicolas Moutton Franck Solforosi        | Letvægtsfirer           | Vandt B-finalen    |

## Sejlsport
| Bådtype   | Sejler                             | Resultat  |
| --------- | ---------------------------------- | --------- |
| RS:X      | Julien Bontemps                    | 5. plads  |
| Laser     | Jean-Baptiste Bernaz               | 10. plads |
| Finnjolle | Jonathan Lobert                    |           |
| 470       | Pierre Leboucher Vincent Garos     | 7. plads  |
| Starbåd   | Xavier Rohart Pierre-Alexis Ponsot | 9. plads  |
| 49er      | Emmanuel Dyen Stéphane Christidis  | 6. plads  |

| Bådtype      | Sejler                                  | Resultat  |
| ------------ | --------------------------------------- | --------- |
| RS:X         | Charline Picon                          | 8. plads  |
| Laser Radial | Sarah Steyaert                          | 16. plads |
| 470          | Camille Lecointre Mathilde Géron        | 4. plads  |
| Matchrace    | Claire Leroy Marie Riou Élodie Bertrand | 6. plads  |

## Skydning
| Atlet                  | Disciplin                | Resultat               |
| ---------------------- | ------------------------ | ---------------------- |
| Stéphane Clamens       | Trap                     | 19. plads i indledende |
| Franck Dumoulin        | Pistol 50 m              | 33. plads i indledende |
| Franck Dumoulin        | Luftpistol 10 m          | 18. plads i indledende |
| Cyril Graff            | Riffel 50 m 3 positioner | 4. plads i finalen     |
| Cyril Graff            | Riffel 50 m stående      | 46. plads i indledende |
| Walter Lapeyre         | Pistol 50 m              | 33. plads i indledende |
| Walter Lapeyre         | Luftpistol 10 m          | 22. plads i indledende |
| Jérémy Monnier         | Luftriffel 10 m          | 26. plads i indledende |
| Pierre Edmond Piasecki | Luftriffel 10 m          | 6. plads i finalen     |
| Valérian Sauveplane    | Riffel 50 m 3 positioner | 13. plads i indledende |
| Valérian Sauveplane    | Riffel 50 m stående      | 22. plads i indledende |
| Anthony Terras         | Skeet                    | 17. plads i indledende |

| Atlet                 | Disciplin                | Resultat               |
| --------------------- | ------------------------ | ---------------------- |
| Laurence Brize        | Riffel 50 m 3 positioner | 18. plads i indledende |
| Laurence Brize        | Luftriffel 10 m          | 26. plads i indledende |
| Émilie Evesque        | Riffel 50 m 3 positioner | 25. plads i indledende |
| Émilie Evesque        | Luftriffel 10 m          | 33. plads i indledende |
| Véronique Girardet    | Skeet                    | 10. plads i indledende |
| Céline Goberville     | Luftpistol 10 m          |                        |
| Céline Goberville     | Pistol 25 m              | 21. plads i indledende |
| Delphine Racinet      | Trap                     |                        |
| Stéphanie Skydningode | Luftpistol 10 m          | 38. plads i indledende |
| Stéphanie Skydningode | Pistol 25 m              | 14. plads i indledende |

## Svømning

### Indendørs svømning
| Atlet | Disciplin           | Resultat                |
| --- | ------------------- | ----------------------- |
| Yannick Agnel | 100m fri            | 4. plads i finalen      |
| Yannick Agnel | 200 m fri FR        |                         |
| Fabien Gilot | 100 m fri           | 11. plads i semifinalen |
| Damien Joly | 1.500 m fri         | 14. plads i indledende  |
| Camille Lacourt | 100 m rygsvømning   | 4. plads i finalen      |
| Clément Lefert | 100 m butterfly     | 30. plads i indledende  |
| Amaury Leveaux | 50 m fri            |                         |
| Grégory Mallet | 200 m fri           | 14. plads i semifinalen |
| Florent Manaudou | 50 m fri            |                         |
| Anthony Pannier | 1.500 m fri         | 20. plads i indledende  |
| Giacomo Perez d'Ortona | 100 m brystsvømning | 17. plads i indledende  |
| Benjamin Stasiulis | 100 m rygsvømning   | 31. plads i indledende  |
| Benjamin Stasiulis | 200 m rygsvømning   | 24. plads i indledende  |
| Yannick Agnel Alain Bernard Fabien Gilot Clément Lefert Amaury Leveaux William Meynard Jérémy Stravius                            | 4 × 100m fri        |                         |
| Yannick Agnel Clément Lefert Amaury Leveaux Grégory Mallet Romain Sassot Jérémy Stravius                                          | 4 × 200 m fri       |                         |
| Yannick Agnel Loris Bourelly Hugues Duboscq Fabien Gilot Camille Lacourt Clément Lefert Giacomo Perez d'Ortona Benjamin Stasiulis | 4 × 100 m medley    | 10. plads i indledende  |

| Atlet                                                                                                | Disciplin           | Resultat               |
| --- | ------------------- | ---------------------- |
| Fanny Babou                                                                                          | 100 m brystsvømning | 32. plads i indledende |
| Coralie Balmy                                                                                        | 400 m fri           | 6. plads i finalen     |
| Coralie Balmy                                                                                        | 800 m fri           | 7. plads i finalen     |
| Charlotte Bonnet                                                                                     | 100 m fri           | 20. plads i indledende |
| Justine Bruno                                                                                        | 100 m butterfly     | 38. plads i indledende |
| Alexianne Castel                                                                                     | 100 m rygsvømning   | 12. plads i semifinale |
| Alexianne Castel                                                                                     | 200 m rygsvømning   | 7. plads i finalen     |
| Ophélie-Cyrielle Étienne                                                                             | 200 m fri           | 18. plads i indledende |
| Lara Grangeon                                                                                        | 400 m medley        | 18. plads i indledende |
| Laure Manaudou                                                                                       | 100 m rygsvømning   | 22. plads i indledende |
| Laure Manaudou                                                                                       | 200 m rygsvømning   | 30. plads i indledende |
| Camille Muffat                                                                                       | 200 m fri           |                        |
| Camille Muffat                                                                                       | 400 m fri OR        |                        |
| Anna Santamans                                                                                       | 50 m fri            | 10. plads i semifinale |
| Coralie Balmy Charlotte Bonnet Ophélie-Cyrielle Étienne Margaux Farrell Mylène Lazare Camille Muffat | 4 × 200 m fri FR    |                        |
| Fanny Babou Justine Bruno Alexianne Castel Margaux Farrell Mylène Lazare Laure Manaudou              | 4 × 100 m medley    | 14. plads i indledende |

### Åbent vand-svømning
| Atlet          | Disciplin     | Resultat            |
| -------------- | ------------- | ------------------- |
| Julien Sauvage | 10 km mænd    | 11. plads i finalen |
| Ophélie Aspord | 10 km kvinder | 6. plads i finalen  |

## Synkronsvømning
Ved konkurrencen i synkronsvømning er Frankrig kun repræsenteret i duo.
| Disciplin | Atlet                         | Resultat            |
| --------- | ----------------------------- | ------------------- |
| Duo       | Sara Labrousse Chloé Willhelm | 10. plads i finalen |

## Taekwondo
To kvindelige atleter har kvalificeret sig for Frankrig til Taekwondo..
| Klasse | Atlet                | Resultat |
| ------ | -------------------- | -------- |
| -57 kg | Marlène Harnois      |          |
| +67 kg | Anne-Caroline Graffe |          |

## Tennis
| Atlet              | Resultat                  |
| ------------------ | ------------------------- |
| Jo-Wilfried Tsonga | Tabte i kvartfinale       |
| Gilles Simon       | Tabte i ottendedelsfinale |
| Richard Gasquet    | Tabte i 16. delsfinale    |
| Julien Benneteau   | Tabte i 16. delsfinale    |

| Atlet        | Resultat               |
| ------------ | ---------------------- |
| Alizé Cornet | Tabte i 16. delsfinale |

| Atlet                               | Resultat |
| ----------------------------------- | -------- |
| Michaël Llodra / Jo-Wilfried Tsonga |          |
| Julien Benneteau / Richard Gasquet  |          |

| Atlet                              | Resultat               |
| ---------------------------------- | ---------------------- |
| Alizé Cornet / Kristina Mladenovic | Tabte i 16. delsfinale |

## Triathlon
| Atlet         | Resultat  |
| ------------- | --------- |
| David Hauss   | 4. plads  |
| Vincent Luis  | 11. plads |
| Laurent Vidal | 5. plads  |

| Atlet            | Resultat  |
| ---------------- | --------- |
| Emmie Charayron  | 18. plads |
| Jessica Harrison | 9. plads  |
| Carole Péon      | 29. plads |

## Udspring
| Disciplin      | Atlet           | Resultat               |
| -------------- | --------------- | ---------------------- |
| Individuel 3 m | Matthieu Rosset | 15. plads i semifinale |
| Individuel 3 m | Damien Cély     | 22. plads i indledende |

| Disciplin       | Atlet            | Resultat               |   |
| --------------- | ---------------- | ---------------------- | - |
| Individuel 3 m  | Marion Farissier | 26. plads i indledende |   |
| Individuel 3 m  | Fanny Bouvet     | 27. plads i indledende |   |
| Individuel 10 m | Audrey Labeau    | 24. plads i indledende | - |

## Vandpolo

### Mænd
Frankrig deltager ikke i mændenes vandpoloturnering.

### Kvinder
Frankrig deltager ikke i kvindernes vandpoloturnering.

## Volleyball

### Beachvolley
Ingen franske atleter kvalificerede sig til den olympiske beachvolley turnering

### Volleyball
Ingen franske atleter kvalificerede sig til den olympiske volleyball turnering

## Vægtløftning
| Atlet   | Konkurrence            | Resultat   |
| ------- | ---------------------- | ---------- |
| - 69 kg | Vencelas Dabaya        | 135. plads |
| - 69 kg | Bernardin Kingue Matam | 143. plads |
| - 85 kg | Benjamin Hennequin     | 163. plads |

| Atlet   | Konkurrence    | Resultat  |
| ------- | -------------- | --------- |
| - 48 kg | Mélanie Bardis | 10. plads |